# わが人生の時の時
『わが人生の時の時』（わがじんせいのときのとき）は、日本の小説家石原慎太郎（当時、自由民主党衆議院議員）の自伝的掌編集。新潮社より1990年発表。主に海を扱った40編の短編で出来ている。 
同作品の題に関して石原は特別エッセイ「人生のフラグメント」（2007年）の中で、アメリカ合衆国の小説家ノーマン・メイラーの短編集『彼女の時の時』（The Short Fiction of Norman Mailer、1967年）を引用し、女性には性行為の絶頂感に近い「人生の時の時」の瞬間があるに違いないと綴っている。
同作品は、2002年に日本の文化庁による現代日本文学の翻訳・普及事業にて選定され、英語翻訳版が2005年12月に講談社インターナショナルからウェイン・P・ラマーズ（Wayne P. Lammers）訳 UNDERCURRENTS Episodes from a Life on the Edge として、ロシア語翻訳版がHyperion Publishing House社からアレクサンドル・メシェリャコフ（Alexander Mesheryakov）訳 Соль жизни として既に出版された。
保守系の文芸評論家福田和也は、日本の現役小説家を採点した自著『作家の値うち』（2000年）の中で『わが人生の時の時』に100点満点中96点と、同書で採点した中で最高点を付け、情景の鮮烈さが特に魅力的で、20世紀の日本文学として後世に残るであろうと評した。
石原は後に本作品に類似する題名の『わが人生の時の会話』（1995年）、『わが人生の時の人々』（2002年、当時東京都知事）を発表している。